# ترسانة البندقية

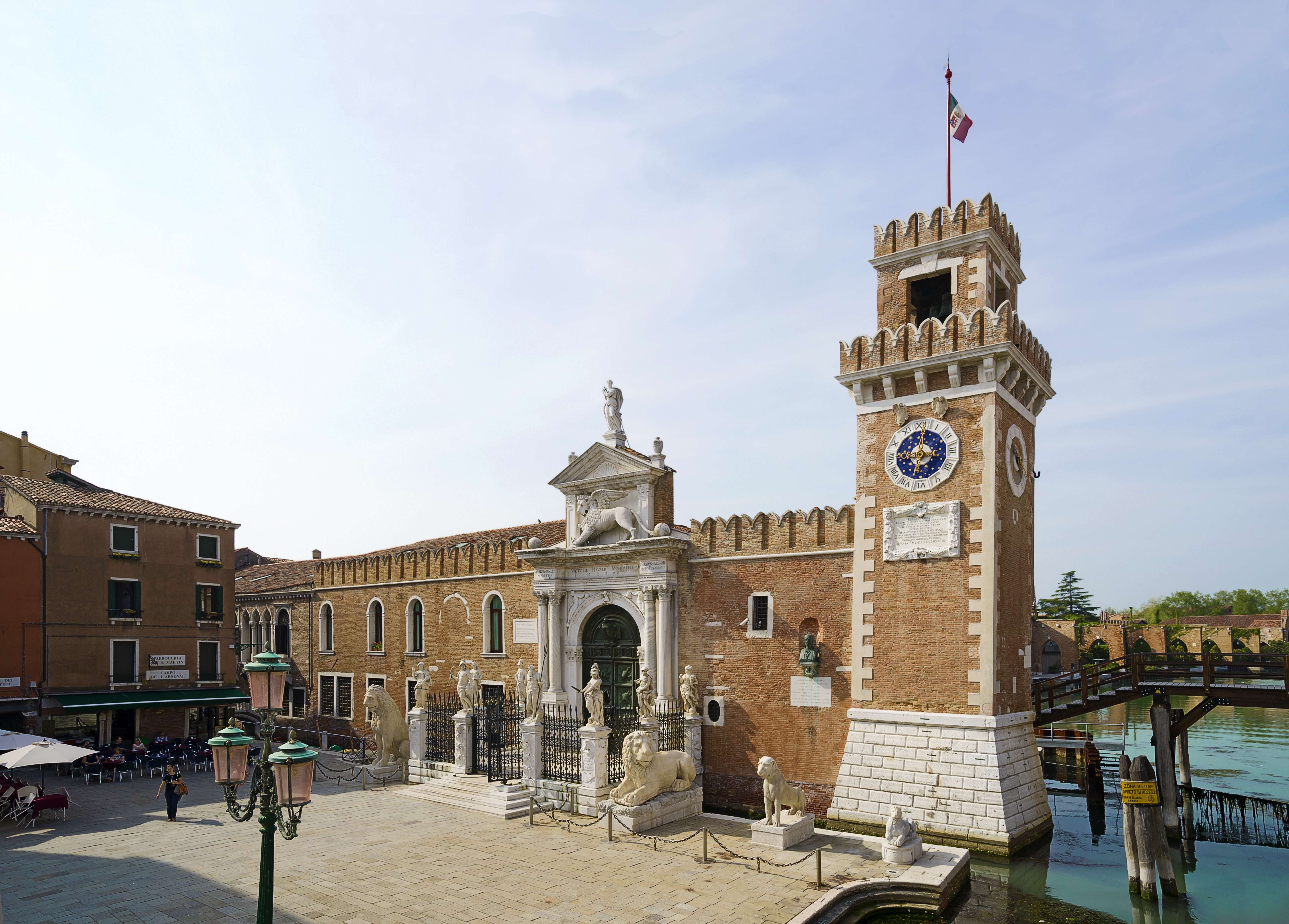
بورتا مانيا البوابة الرئيسية لترسانة البندقية.

[ترسانة البندقية (بالإيطالية: Arsenale di Venezia)‏ كانت مجمعًا مملوكًا للدولة لبناء السفن وتجميع الأسلحة في مدينة البندقية في شمال إيطاليا. كانت الدار مسؤولة عن الجزء الأكبر من القوة البحرية في البندقية خلال أواسط الألفية الميلادية الثانية. يمكن أيضًا أن توصف بأنها أول مجمع إنتاج ضخم يستخدم قطع قياسية موحدة وقابلة للتبديل.